# Bjørn Gulden
Bjørn Gulden (4 giugno 1965) è un ex calciatore norvegese, di ruolo difensore.

## Carriera

### Giocatore

#### Club
È il figlio di Arild Gulden. Bjørn Gulden giocò nello Strømsgodset, prima di trasferirsi ai tedeschi del Norimberga. Esordì nella 2. Bundesliga il 2 febbraio 1985, trovando anche la rete nella vittoria per 3-1 sul Bürstadt. Nella stessa stagione, il club conquistò la promozione. Gulden non debuttò però nella Bundesliga e fu ceduto al Bryne. Debuttò così nella 1. divisjon il 7 giugno 1986, nella sconfitta per 0-2 contro il Lillestrøm. Fece parte della squadra che vinse la Coppa di Norvegia 1987.

#### Nazionale
Conta 3 presenze per la Norvegia under 21. Esordì il 20 settembre 1983, nella sconfitta per 2-3 contro il Galles under 21.

### Allenatore
Dal 1989 al 1990, fu allenatore del Rosseland.

## Palmarès

### Club

#### Competizioni nazionali
- Campionato tedesco di seconda divisione: 1

Norimberga: 1984-1985
- Coppa di Norvegia: 1

Bryne: 1987